# Oświno
Oświno [ɔɕˈfinɔ] là một ngôi làng thuộc khu hành chính của Gmina Chociwel, thuộc hạt Stargard, West Pomeranian Voivodeship, ở phía tây bắc Ba Lan. Nó nằm khoảng 9 kilômét (6 mi) phía đông bắc Chociwel, 33 km (21 mi) về phía đông bắc của Stargard và 55 km (34 mi) về phía đông của thủ đô khu vực Szczecin, tại hồ Woświn. 

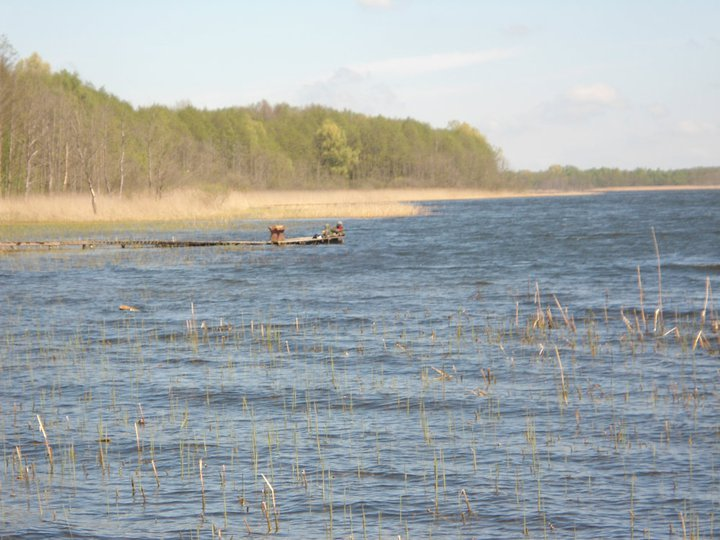
Hồ Woświn nhìn từ Oświno, tháng 4 năm 2011

Trước năm 1945, khu vực này là một phần của Đức và tên của ngôi làng là Marienhagen. Đối với lịch sử của khu vực, xem Lịch sử của Pomerania.
Ngôi làng có dân số 158 người.